# بلاك بوكس

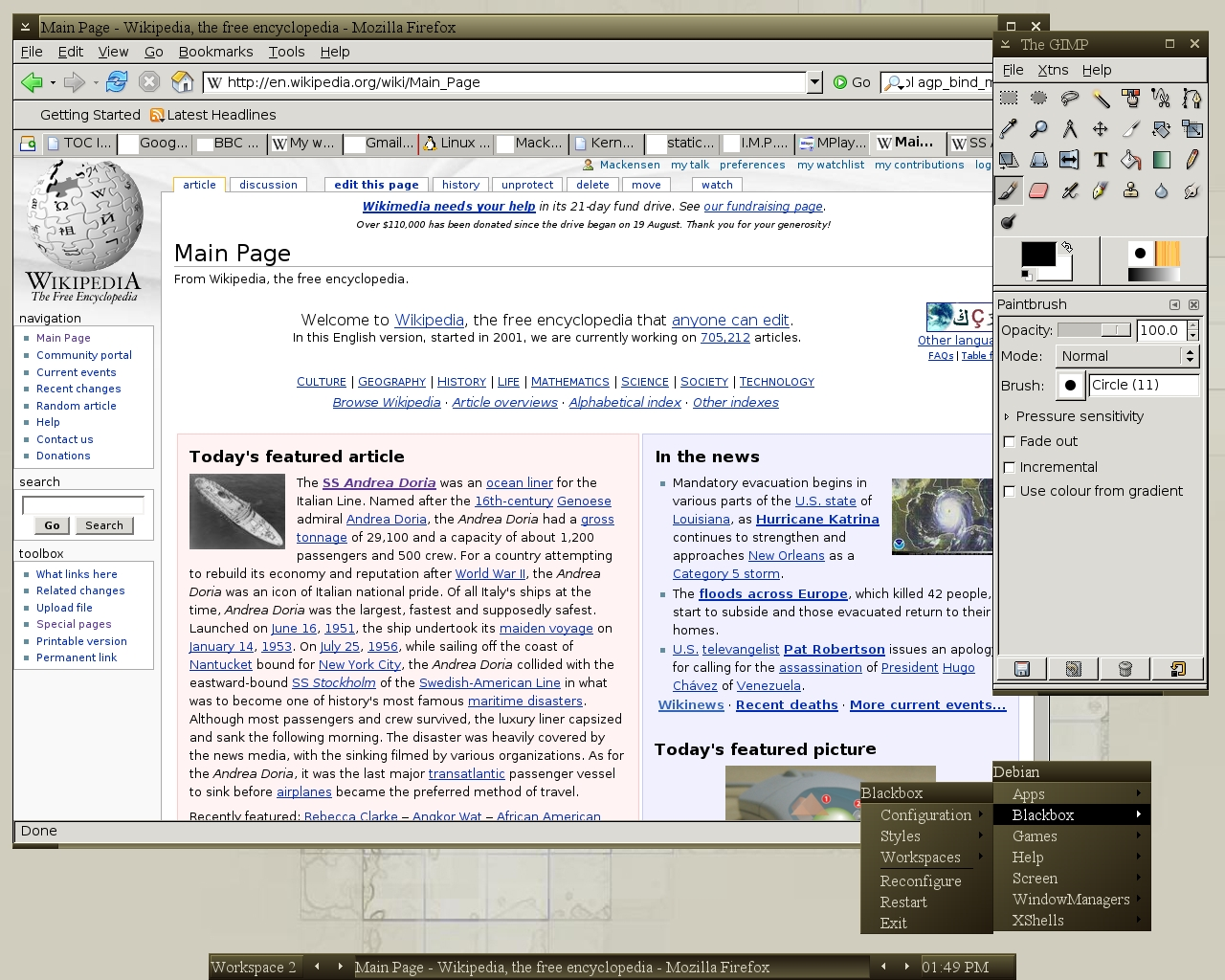
لقطة لبلاك بوكس وهو يعمل على دبيان.

في حوسبة يونكس، بلاك بوكس (بالإنجليزية: Blackbox)‏ هو مدير نوافذ سريع وخفيف، لنظام النافذة اكس. بلاك بوكس مكتوب بلغة البرمجة سي++  وقد أنشئ من قبل برادلي هيوز. ومتاح تحت رخصة إم إي تي

## مزايا
يتميز بلاك بوكس بما يلي:
- كتب بلغة C++.
- متاح بحرية بموجب رخصة إم إي تي.
- زر تكبير، زر تصغير، وآخر للإغلاق.
- دعم اختصارات سطح المكتب.

## مشاريع ذات صلة
مدراء نوافذ اعتمدوا على البلاك بوكس.
- فلكس بوكس
- اوبن بوكس (حتى الإصدار 3.0)